# Автомобиль

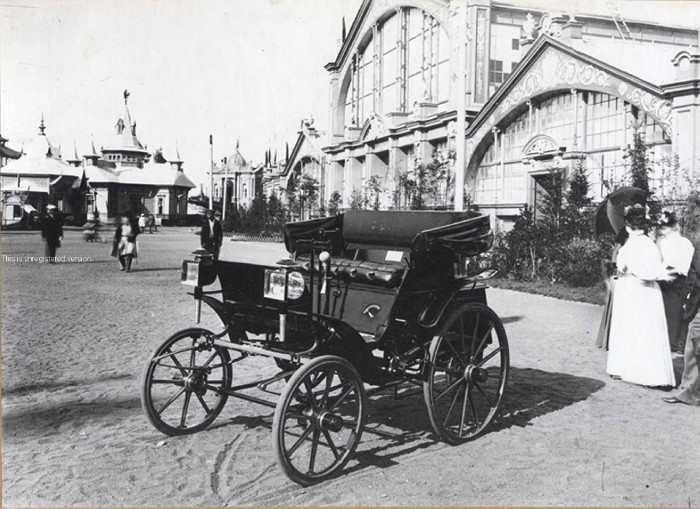
Первый русский автомобиль Яковлева и Фрезе, XVI Всероссийская промышленно-художественная выставка, Нижний Новгород, 1896 год

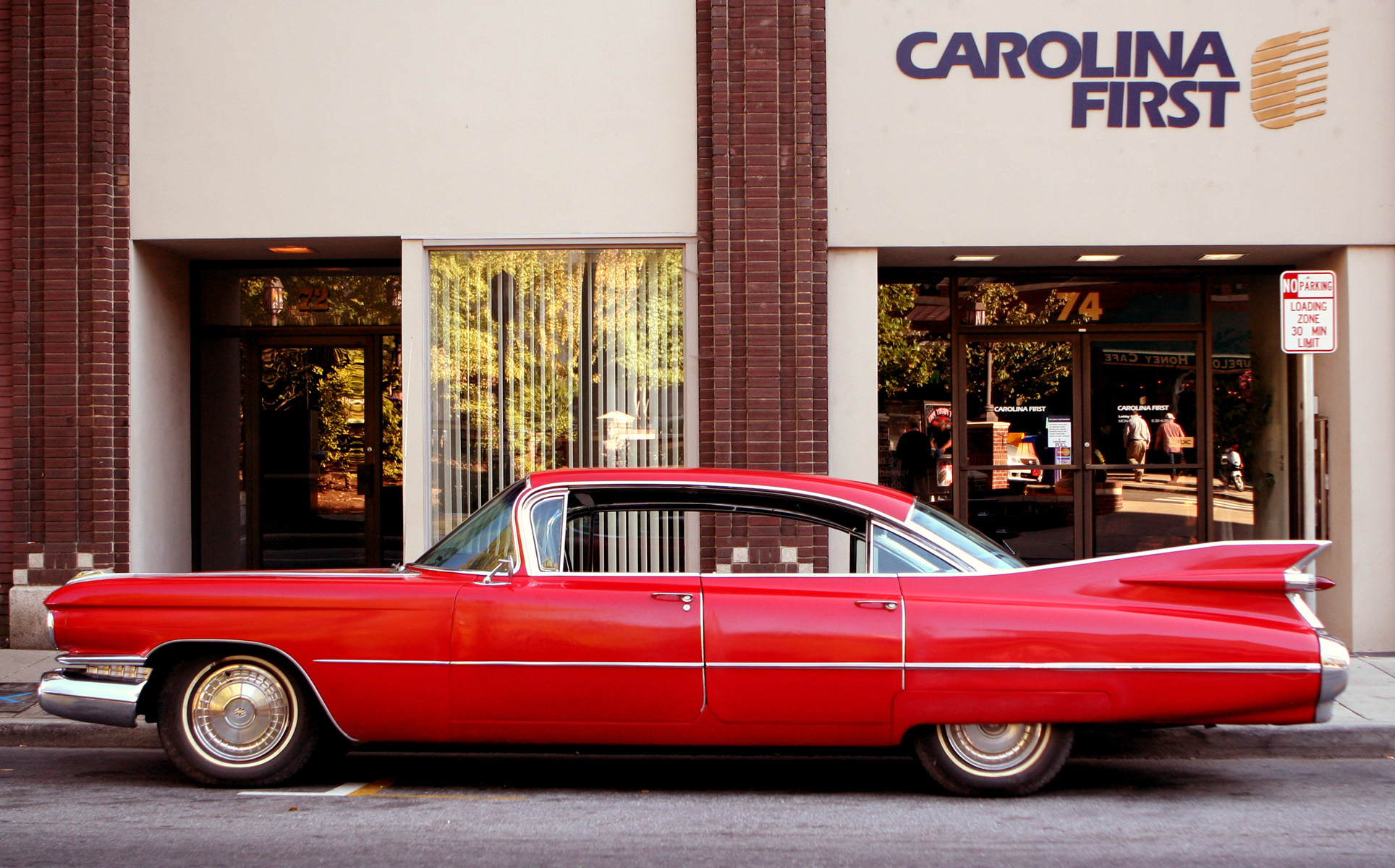
Cadillac модели 1959 года — один из символов автомобиля середины XX века

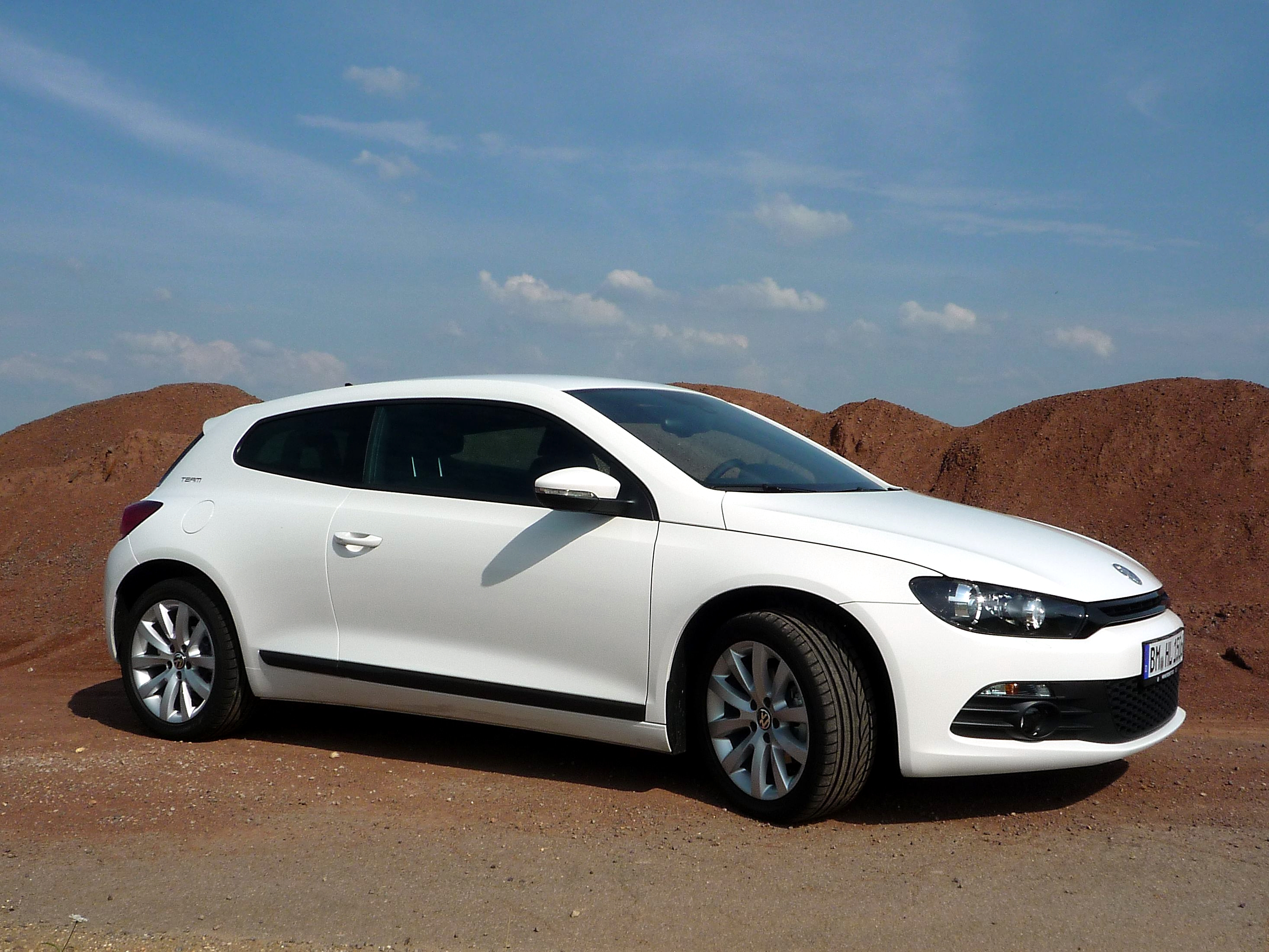
Автомобиль Volkswagen Scirocco 2008 года

Автомоби́ль (от др.-греч. αὐτός — сам и лат. mobilis — подвижной, скорый) — моторное безрельсовое дорожное и/или внедорожное, чаще всего автономное, транспортное средство, используемое для перевозки людей и/или грузов, обычно имеющее не менее четырёх колёс.
Основное назначение автомобиля заключается в совершении транспортной работы. Автомобильный транспорт в промышленно развитых странах занимает ведущее место по сравнению с другими видами транспорта по объёму перевозок пассажиров. Современный автомобиль состоит из 15—20 тысяч деталей, из которых 150—300 являются наиболее важными и требующими наибольших затрат в эксплуатации и обслуживании. Понятие включает: легковой автомобиль, грузовой автомобиль, автобус, троллейбус, бронетранспортёр, но не включает сельскохозяйственный трактор и мотоцикл.

Механическое транспортное средство, используемое обычно для перевозки по дорогам людей или грузов или для буксировки по дорогам транспортных средств, используемых для перевозки людей или грузов. Этот термин охватывает троллейбусы, то есть нерельсовые транспортные средства, соединённые с электрическим проводом; он не охватывает такие транспортные средства, как сельскохозяйственные тракторы, использование которых для перевозки людей или грузов является лишь вспомогательной функцией.
— Ст. 1, Конвенция о дорожном движении (Вена, 8 ноября 1968 года)

Любое механическое самоходное транспортное средство, используемое обычно для перевозки по дорогам людей или грузов или для буксировки по дорогам транспортных средств, используемых для перевозки людей или грузов; этот термин не включает сельскохозяйственные тракторы.
— Ст. 1, Европейское соглашение, касающееся работы экипажей транспортных средств, производящих международные автомобильные перевозки (ЕСТР) Женева, 1 июля 1970 года

Наземное транспортное средство, продвигаемое его собственными средствами, движущееся по крайней мере на четырёх колесах, не находящихся на одной линии, которые должны всегда быть в контакте с землёй; управление должно быть обеспечено по крайней мере двумя из колёс, и движение — по крайней мере двумя из колес.
— Международный спортивный кодекс ФИА, ст. 13

## Классификация
Наиболее общими классификационными группами автомобилей являются:
- легковые автомобили;
- грузовые автомобили;
- автобусы;
- троллейбусы;
- автомобили специального назначения.

Для каждой из этих групп существует более подробная классификация.

## Конструкция автомобиля
При всём разнообразии существующих автомобилей, у всех них имеются общие конструктивные элементы:
- двигатель;
- кузов, включая кабину, а также элементы, не вошедшие в другие системы, например, световые приборы, кондиционеры, ремни безопасности;
- шасси, включая трансмиссию, движитель (обычно это колёса), системы управления, подвеску[4].

## Производство автомобилей

Плотность автомобилей на 1000 жителей

Производитель автомобилей — автозавод, компания, фирма, занимающаяся разработкой, изготовлением или сборкой автомобилей. В начале XX века Oldsmobile совершил революцию в автомобильной промышленности, впервые применив конвейерную сборку и дав старт мировой массовой автомобилизации.
Крупнейшие компании-производители (на 2012 год):
- General Motors (США + Великобритания + Австралия + Германия) — 9,03 млн;
- Volkswagen Group (Германия + Франция + Италия + Испания + Великобритания) — 8,16 млн;
- Toyota (Япония) — 8 млн;
- Hyundai Motor (Южная Корея) — 6,59 млн шт.;
- Ford (США) — 6,3 млн шт.;
- Renault-Nissan (Япония + Франция + Южная Корея + Румыния + Россия) — 6,16 млн шт.

Многие десятилетия мировым лидером автомобильного производства были США. С 1980-х годов новым лидером стала Япония, с 2009 года — Китай, который с 2010 года производит также больше автомобилей, чем все страны Евросоюза вместе взятые, а с 2009 года является крупнейшим рынком в мире. СССР занимал 5-е место в мире по автомобилестроению в целом (в том числе 3-е по грузовикам и 1-е по автобусам), Россия входит в число 15 крупнейших автопроизводителей.

## История

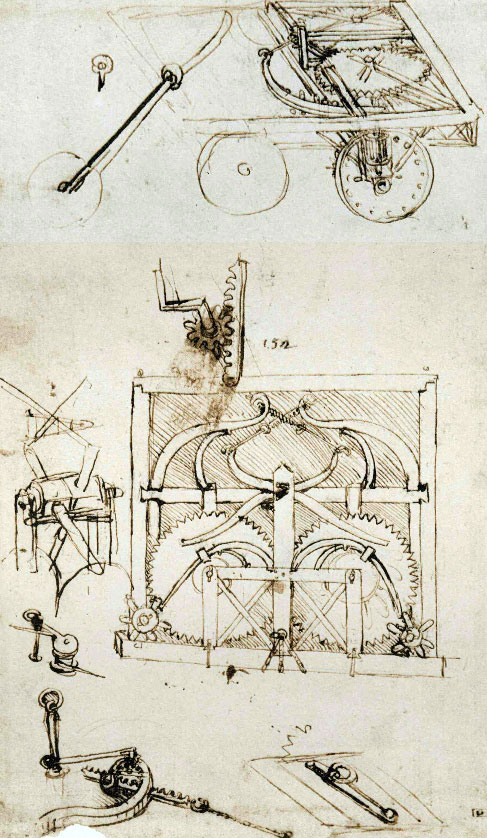
Чертежи автомобиля Леонардо да Винчи

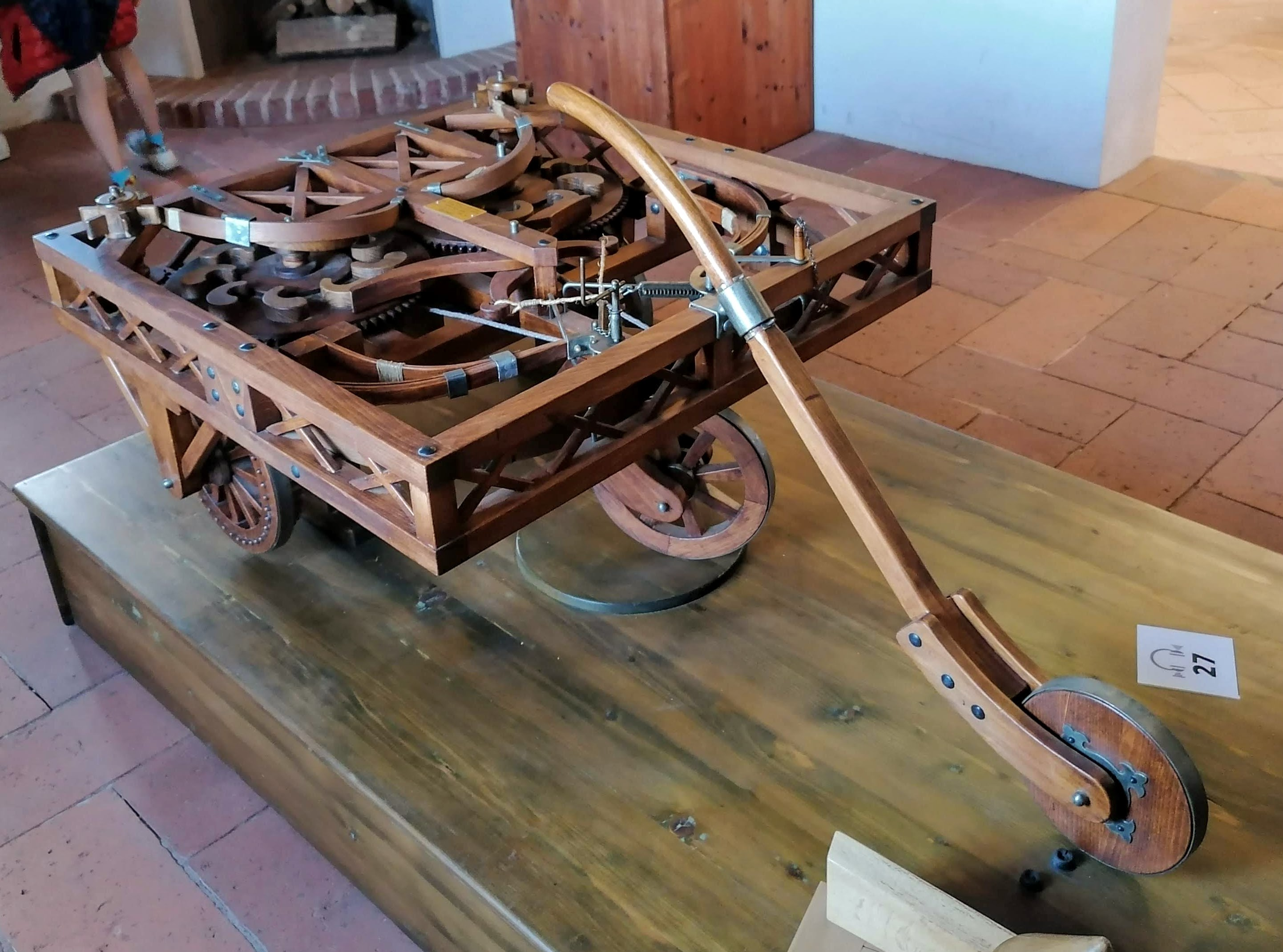
Пружинный автомобиль по чертежам Леонардо да Винчи (2004)

Первые известные чертежи автомобиля (с пружинным приводом) принадлежат Леонардо да Винчи (стр. 812R Codex Atlanticus), однако ни действующего экземпляра, ни сведений о его существовании до наших дней не дошло. В 2004 году эксперты Музея истории науки из Флоренции смогли восстановить по чертежам этот автомобиль, доказав тем самым правильность идеи Леонардо. В эпоху Возрождения и позже в ряде европейских стран «самодвижущиеся» тележки и экипажи с пружинным двигателем строились в единичных количествах для участия в маскарадах и парадах.

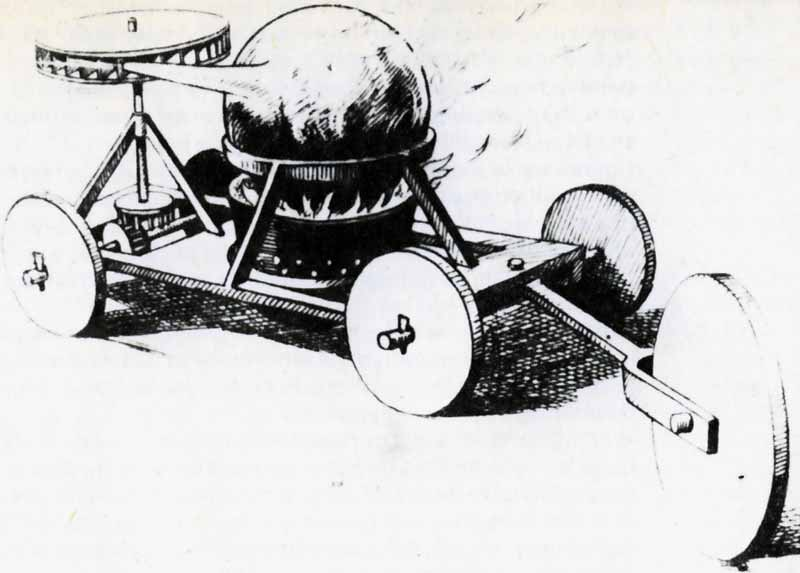
Паровой автомобиль Вербиста 1672 год

Первый прообраз автомобиля был построен как игрушка для китайского императора членом иезуитской общины в Китае Фердинандом Вербистом в 1672 году. Паровая тележка могла двигаться на одной заправке угля больше часа. В описании своей игрушки Вербист впервые упомянул термин «мотор» в его нынешнем значении.

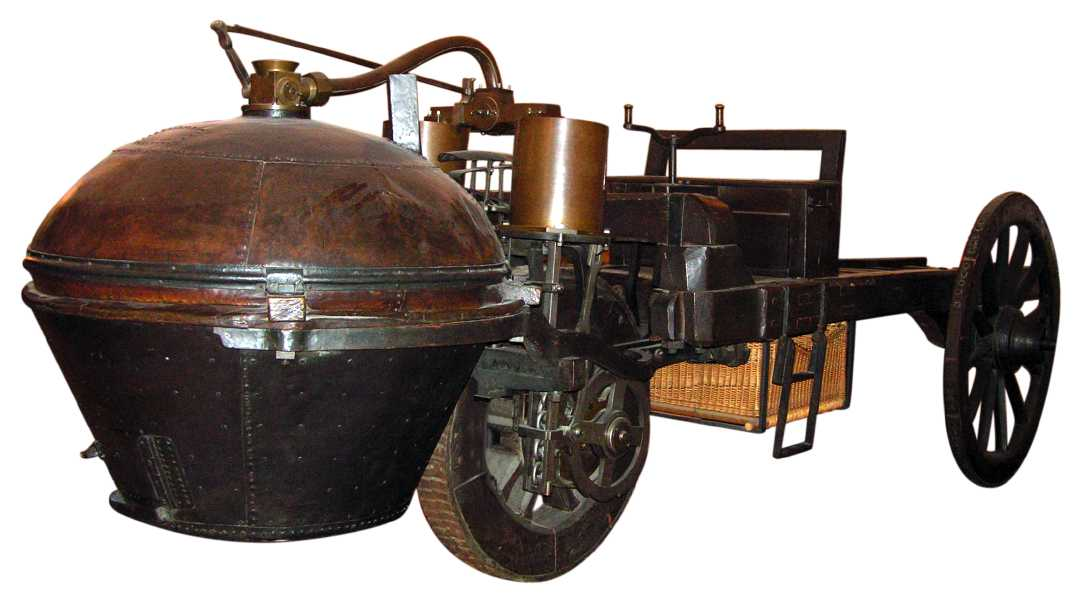
«Телега Кюньо» (1769) — первый паровой автомобиль

В 1769 году французский изобретатель Кюньо испытал первый образец машины с паровым двигателем, известный как «малая телега Кюньо», а в 1770 году — «большую телегу Кюньо». Сам изобретатель назвал её «Огненная телега» — она предназначалась для буксировки артиллерийских орудий.
«Тележку Кюньо» считают предшественницей не только автомобиля, но и паровоза, поскольку она приводилась в движение силой пара.
В 1791 году русским изобретателем Иваном Кулибиным была изготовлена «самокатная повозка».
В XIX веке дилижансы на паровой тяге и рутьеры (паровые тягачи, то есть безрельсовые паровозы) для обычных дорог строились в Англии, Франции и применялись в ряде европейских стран, включая Россию, однако они были тяжёлыми, прожорливыми и неудобными, поэтому широкого распространения не получили.
Были отдельные случаи построения легковых автомобилей как предметов роскоши. Так, в историю вошёл La Marquise (официальное название — De Dion-Bouton et Trepardoux), построенный в 1884 году и работавший на паровой тяге.
В 1828 году венгерский изобретатель Аньош Йедлик смастерил передвигающуюся на электрической энергии тележку, больше напоминающую скейтборд, нежели автомобиль. Впрочем, изобретение Йедлика послужило мощным толчком в развитии данного направления инженерии. Первый электромобиль в виде тележки с электромотором был создан в 1841 году.

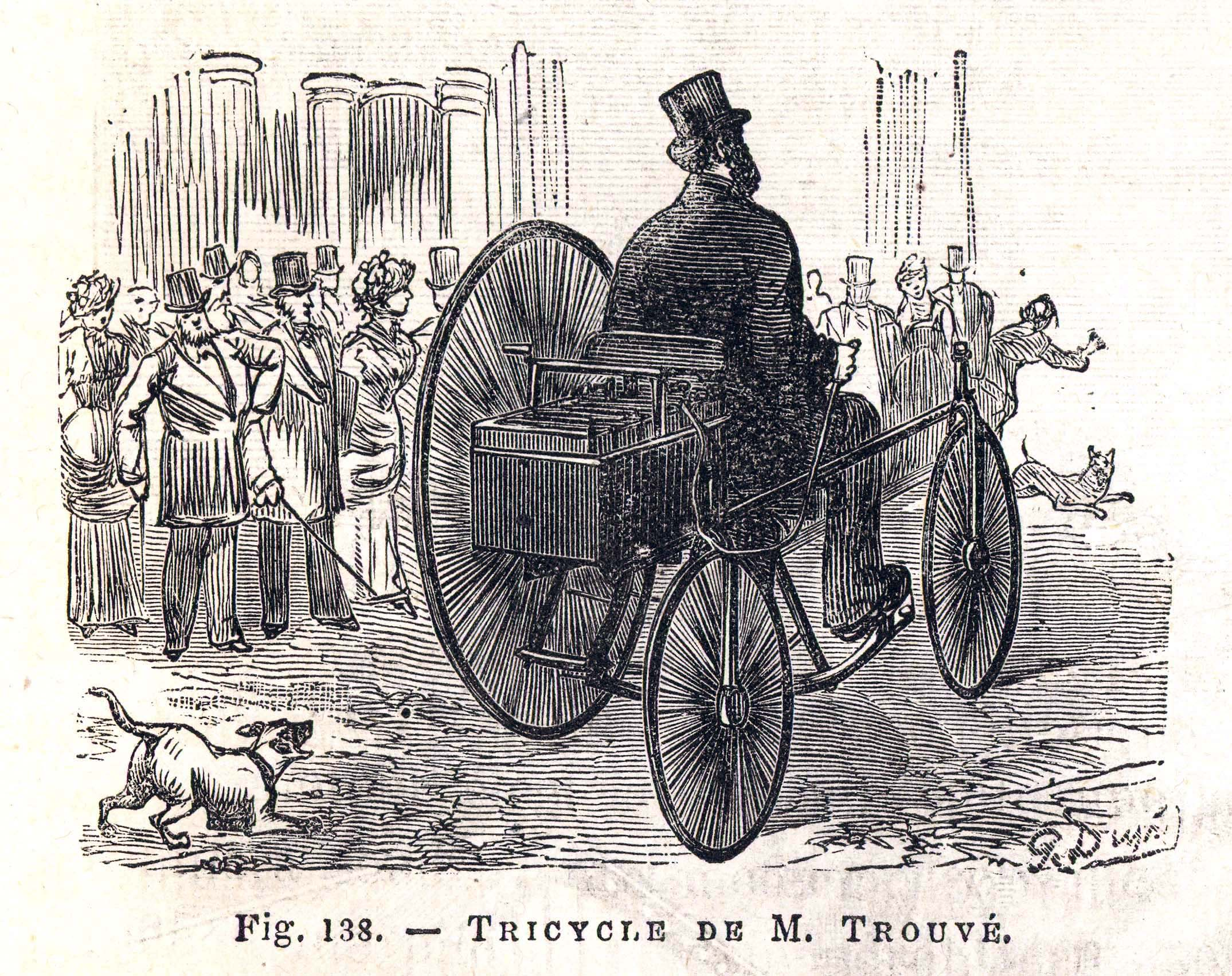
Электромобиль 1881 год

На Международной электрической выставке 1881 года в Париже электромобиль был представлен публике Густавом Труве.
Появление лёгкого, компактного и достаточно мощного двигателя внутреннего сгорания открыло широкие возможности для развития автомобиля.
В 1885 году немецкий изобретатель Готтлиб Даймлер, а в 1886 году его соотечественник Карл Бенц изготовили и запатентовали первые самодвижущиеся экипажи с бензиновыми двигателями.

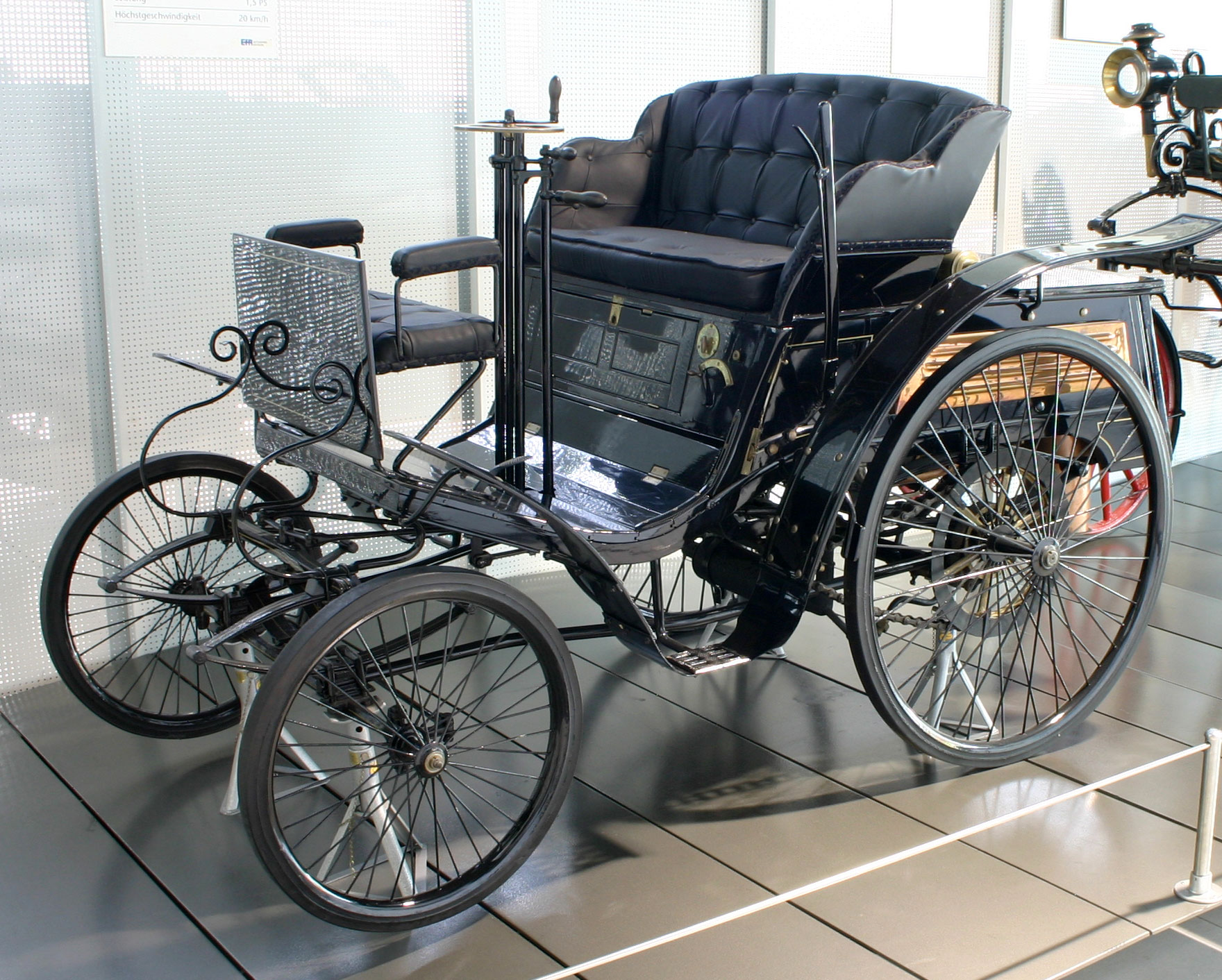
Benz Velo — первый серийный четырёхколёсный автомобиль, выпускался с 1894 по 1901 год, было выпущено около 1200 машин

В 1895 году Бенц изготовил первый автобус с ДВС.
В 1896 году Даймлер изготовил первое такси и грузовик. В последнем десятилетии XIX века в Германии, Франции и Англии зародилась автомобильная промышленность.
В первой четверти XX века широкое распространение получили электромобили и автомобили с паровой машиной. В 1900 году примерно половина автомобилей в США была на паровом ходу, в 1910-х в Нью-Йорке в такси работало до 70 тыс. электромобилей.
В том же 1900 году Фердинанд Порше сконструировал электромобиль с четырьмя ведущими колёсами, в которых располагались приводящие их в движение электродвигатели. Через два года голландская фирма Spyker выпустила гоночный автомобиль с полным приводом, оснащённый межосевым дифференциалом.
Первый гоночный автомобиль был оснащён двигателем мощностью 35 л. с. и был доставлен Эмилю Еллинеку от DMG 22 декабря 1900 года. Этот «Мерседес» был разработан Вильгельмом Майбахом, главным инженером DMG, и включал инновационные конструкторские решения: длинную колёсную базу, широкую колею и низкий центр тяжести, стальную раму, сотовый радиатор и рулевое колесо. Лёгкий и высокопроизводительный двигатель достигал 75 км/ч и мог набирать от 300 до 1000 оборотов в минуту. В нём было 4 цилиндра и соотношение каждого цилиндра на ход поршня составлял 116×140 мм. Объём — 5918 см3. Для каждой пары цилиндров стоял свой карбюратор, два распределительных вала и контролируемые впускные клапана, низковольтное магнето зажигания.
Братья Стэнли производили около 1000 автомобилей в год. В 1909 году братья открыли первую в Колорадо гостиницу люкс-класса и от железнодорожной станции до гостиницы гостей возил паровой автобус, что стало фактическим началом автомобильного туризма. Фирма Stanley выпускала автомобили на паровом ходу до 1927 года. Несмотря на ряд достоинств (хорошая тяга, многотопливность) паровые автомобили сошли со сцены к 1930-м годам из-за своей неэкономичности и сложностей при эксплуатации.

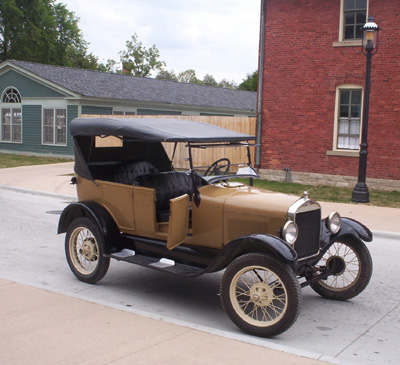
Ford Model T — автомобиль, выпускавшийся с 1908 по 1927 годы, был первым в мире автомобилем, выпускавшимся миллионными сериями, было выпущено чуть более 15 миллионов автомобилей

Немалый вклад в широкое распространение автомобильного транспорта внёс американский изобретатель и промышленник Генри Форд, с 1913 года внедривший конвейерную систему сборки автомобилей.
В 1923 году фирма Бенца изготовила первый грузовой автомобиль с двигателем Дизеля.

### ВРоссии
В России автомобили появились в конце XIX века (первый иностранный автомобиль в России появился в 1891 году, его привёз из Франции на пароходе издатель и редактор газеты «Одесский листок» В. В. Навроцкий). Первый русский автомобиль был создан Яковлевым и Фрезе в 1896 году и показан на Всероссийской выставке в Нижнем Новгороде. Впоследствии в России малыми сериями выпускался целый ряд легковых и грузовых автомобилей, большинство из которых представляли собой лицензионные варианты заграничных конструкций, собиравшихся частично или полностью из иностранных запчастей. Например, «Руссо-Балт» собрал 10 автомобилей в 1910 и 140 — в 1914. Полностью самостоятельного массового производства автотранспорта в России до революции 1917 года так и не началось: его становление пришлось на период советской власти 1917—1991 годов.
В литературе встречается ошибочное мнение, что автомобиль с ДВС в России был впервые построен в 1882—1887 годах — первое упоминание об этом появилось в журнале «За рулём» в № 20 за 1929 год (статья «Курьёзы из истории автомобиля» с авторскими инициалами «Н. К.»).

## Рекорды скорости
- Самая высокая скорость в мире — 1229,88 км/ч на наземном транспортном средстве — реактивном автомобиле Thrust SSC — была показана англичанином Энди Грином 15 октября 1997 года. А средняя скорость по двум заездам составила 1226,522 км/ч. Машина Грина приводилась в движение двумя реактивными двигателями «Роллс-Ройс» общей мощностью 110 тыс. л. с.
- Самую высокую скорость, которую развила на автомобиле женщина, равна 843,323 км/ч. Её показала в декабре 1976 года американка Китти Хамблтон на трёхколёсном автомобиле S.М. Мотивейтор мощностью 48 тыc. л. c. По сумме двух заездов в двух направлениях её официальный рекорд равен 825,126 км/ч.
- Мировой рекорд скорости установил британский суперкар Keating TKR с 7-литровым мотором мощностью 1500 л. с. — автомобиль разогнался до 416 км/ч. В 2010 году Bugatti Veyron опять заняла нишу самого быстрого серийного автомобиля, создав Bugatti Veyron Super Sport, увеличив мощность до 1200 сил. В передаче Top Gear Джеймс Мэй разогнался на Bugatti Veyron Super Sport до 407 км/ч. А тестовый пилот Bugatti показал среднюю скорость в 431 км/ч, проехав в одном направлении со скоростью 427 км/ч и 434 км/ч в обратном[15].

## Конкурсы автомобилей
Широкую известность приобрели конкурсы легковых, а затем и грузовых машин «автомобиль года» сначала европейский, а затем японский и североамериканский, а также всемирный и международный легковых и грузовых машин, на которых победы попеременно одерживали автомобили разных классов, производителей и стран.
Также среди легковых машин был проведён конкурс «автомобиль века», где победу одержал Ford T, давший старт мировой массовой автомобилизации.

## В культуре и массмедиа

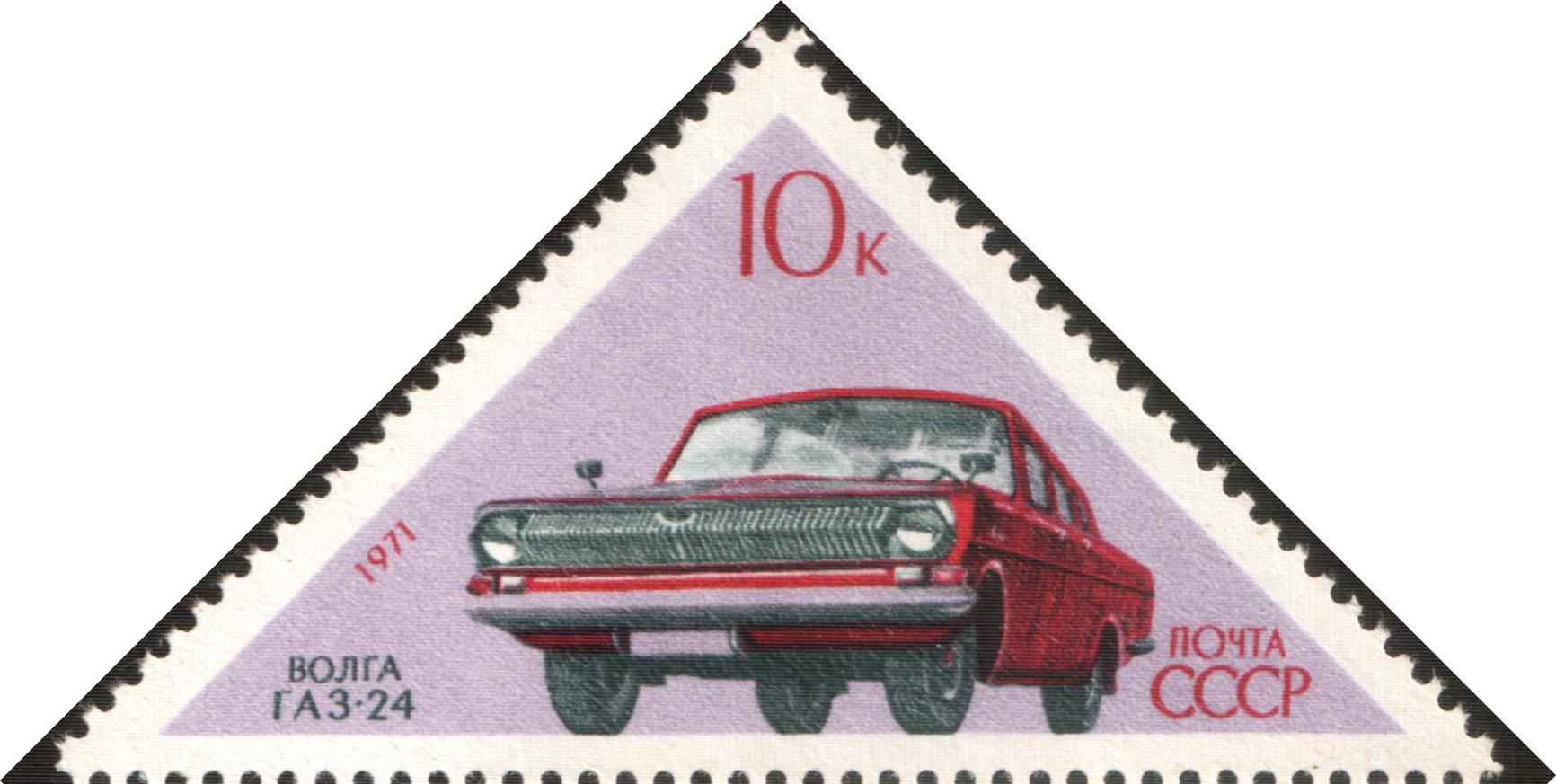
Почтовая марка с изображением автомобиля «ГАЗ-24» «TODO»

Автомобиль не раз становился главным или второстепенным героем художественных и мультипликационных фильмов («Тачки», «Дуэль», «Максимальное ускорение», «Кристина», «Берегись автомобиля»). В некоторых фильмах он является неотъемлемым помощником главного героя (фильмы о Джеймсе Бонде, «Зелёный огонёк», «Такси», «Бэтмен», «Назад в будущее», «Смертельные гонки 2000», «Безумный Макс»). В фильме Квентина Тарантино «Доказательство смерти» маньяк использует автомобиль в качестве орудия убийства. Одним из самых удачных приключенческих фильмов был двухсерийный фильм «Плата за страх», в котором главную роль играл Ив Монтан.

## Вред от автомобилей
Транспорт занимает 1-е место по вкладу в загрязнение атмосферы, — на него приходится 17 % глобального выброса парниковых газов. Ряд ведущих климатологов высказались за повсеместный запрет на использование на дорогах любых транспортных средств с двигателями внутреннего сгорания начиная с 2030 года. Это необходимо для избежания наихудших последствий глобального потепления. Электромобиль выбрасывает парниковых газов на 44-56 % меньше, если считать только эмиссию при езде. Учёт выбросов углекислого газа при производстве батарей снижает этот выигрыш до 31—46 %. Значительную роль играет источник энергии для производства дополнительного электричества, при использовании угля или нефти выигрыш будет равен нулю.
В дорожно-транспортных происшествиях (ДТП) ежегодно гибнут около 1,2 млн человек и получают травмы 20—50 млн человек. Ежегодные потери от ДТП оцениваются в 500 млрд долларов и более. ДТП занимают 9-е место в общем рейтинге причин смерти и 1-е место для возрастной группы 19—29 лет. В России с 2000 года в ДТП погибло полмиллиона человек.
Массовое автопользование является одной из причин исчезновения видов. За время существования среднего автомобиля связанная с ним «потеря потенциала среды обитания» может составлять более 50 000 м2.
Массовая автомобилизация является фактором социальной изоляции, формирует экофобную структуру расселения, способствуя разрастанию городских агломераций. В условиях города частный автомобиль как транспортное средство означает крайне неразумное использование энергии и пространства. Реальным мотивом для его использования часто становятся не рациональные соображения, а «удовольствие от вождения», то есть смесь спортивных эмоций с радостью от повседневного социального самоутверждения. С точки зрения интересов общества для удовольствий такого рода гораздо лучше подходят не улицы, а личные и клубные пространства. Господствующая логика автомобилизации требует устранения «препятствий» для движения, таких как пешеходы, светофоры, велосипедисты, различные формы уличного общественного транспорта, например, трамваи или троллейбусы. Результатами являются упадок уличной жизни, деградация городской среды и социальное отчуждение. Даже на сравнительно тихих улицах периодическое появление машин, движущихся с большой скоростью, создаёт впечатление опасности и прекращает игры детей на улице. Это приводит к сокращению контактов взрослых жителей улицы (особенно принадлежащих к разным поколениям), поскольку такие контакты часто возникают на почве присмотра за детьми.

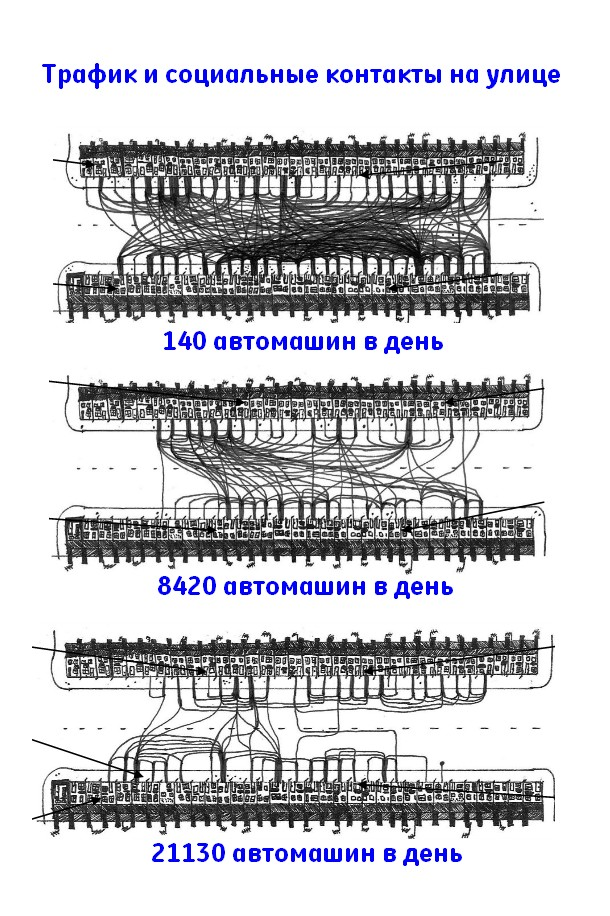
Социальные контакты между жителями улиц Бристоля в зависимости от уровня автомобильного движения по данным Hart, J., Parkhurst, G. (2011)

По мнению многих социологов, потеря повседневной пешеходной доступности объектов ведёт к быстрому разрушению местных сообществ. Основным средством снижения воздействия автомобильного движения на жизнь в городах является сокращение количества самого автотранспорта. Примером успеха может служить Копенгаген, где с 1962 года проводилась политика уменьшения возможностей парковки на 2-3 % в год параллельно с увеличением предложения общественного транспорта, удобств для велосипедистов и инвестициями в качество общественных пространств.
Ежегодно 22 сентября проводится Всемирный день без автомобиля, девиз которого — «Город как пространство для людей, пространство для жизни».

## Факты
- Первое в истории ДТП, зарегистрированное с участием автомобиля (причём это был электромобиль), произошло 30 мая 1896 года в Нью-Йорке: Генри Уэлс на своём транспортном средстве столкнулся с велосипедом Эвелина Томаса, который отделался переломом ноги[28].
- Первое в истории ДТП, повлёкшее за собой смерть пешехода, произошло в 1899 году в том же городе: такси сбило Генри Блисса[29].
- Первый угон автомобиля произошёл в 1896 году в г. Париже (шофёр угнал автомобиль «Пежо» из гаража своего хозяина)[30].
- Самый старый действующий автомобиль в мире — De Dion Bouton Et Trepardoux Dos-A-Dos Steam Runabout, 1884 года выпуска[31][32].

### на английском языке
- Parissien, Steven (2013). The Life of the Automobile: A New History of the Motor Car. — Atlantic Books. — 448 p. — ISBN 978-1-8488-7705-4.

### на немецком языке
- Frankenberg, Otto und Neubauer, Richard Von: Geschichte des Automobils. — Fisical Book, 1966, — 382 S. — ISBN 978-3-8939-3197-2.
- Kuhlmann, Johann: Die Geschichte des Automobils — Wie das Auto unsere Welt verändert hat. — Jaltas Books, 2023. — 84 S. — ISBN 978-3-3479-4136-6.
- Lang, Thomas: Eine kurze Geschichte des Automobils. — Motorbuch Verlag, 2013. — 544 S. — ISBN 978-3-6130-3394-8.
- Ostmann, Bernd: Die Geschichte des Automobils. — Motorbuch Verlag, Stuttgart, 2011. — 192 S. — ISBN 978-3-6130-3371-9.

### на французском языке
- Bellu, Serge, Histoire mondiale de l’automobile. — Flammarion, Paris, 1998. — 330 p. — ISBN 978-2-0801-3901-6.
- Collectif: 1200 voitures de légende. — Larousse, Paris, 2021. — 360 p. — ISBN 978-2-0360-1509-8.